# Rangerkontroller
Rangerkontroller är en begränsad förarplats i aktern på en enkelriktad spårvagn. Syftet är att man lätt skall kunna backa vagnen med full uppsikt. Från kontrollern kan man manövrera fartpådrag, broms och utsignal. Ibland kan fler funktioner finnas.